# Dryopteris okinawensis
Dryopteris okinawensis är en träjonväxtart som beskrevs av H. Itô. Dryopteris okinawensis ingår i släktet Dryopteris och familjen Dryopteridaceae. Inga underarter finns listade.